# Giancarlo Giannini

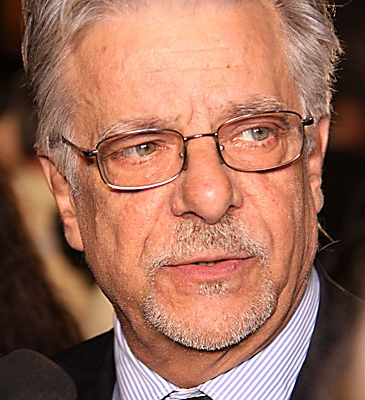
Giancarlo Giannini (2009)

Giancarlo Giannini (* 1. August 1942 in La Spezia) ist ein italienischer Schauspieler und Synchronsprecher.

## Leben und Karriere
Giannini, Sohn eines Marineoffiziers, verbrachte seine Kindheit in Neapel. Nach einem Diplom in Elektrotechnik besuchte er die Accademia nazionale d’arte drammatica, führte sie jedoch nicht zu Ende, da Theaterregisseur Beppe Menegatti Giannini unter allen Umständen für seine Inszenierung des Sommernachtstraumes engagieren wollte. Mit diesem Stück begann eine außerordentliche Karriere auf der Bühne, für das Fernsehen und im Film, wo er 1965 sein Schauspieldebüt im Kurzfilm Fango sulla metropolis gegeben hatte.
Bis Ende der 1970er Jahre spielte er in zahlreichen erfolgreichen und auch künstlerisch bemerkenswerten Filmen in seinem Heimatland. Besonders häufig arbeitete er mit Lina Wertmüller zusammen, so etwa bei deren international beachteten Filmen Hingerissen von einem ungewöhnlichen Schicksal im azurblauen Meer im August (1974) und Sieben Schönheiten (1975). Daneben stand er aber auch für Luchino Visconti bei dessen letztem Film Die Unschuld in der männlichen Hauptrolle vor der Kamera. Große Fernseherfolge Gianninis waren 1965 David Copperfield und 1971 E le stelle stanno a guardare. 1986 wandte sich Giannini erst- und letztmals der Filmregie zu: Ternosecco war eine im Stile Wertmüllers inszenierte Groteske.
Nachdem er sich in den 1980er Jahren besonders auf Synchronarbeiten konzentriert hatte, aber auch in ausländischen Produktionen (so von Rainer Werner Fassbinder, Rick Rosenthal und Douglas Hickox) gespielt hatte, wurde er im folgenden Jahrzehnt international eingesetzt und kann auf eine erstaunliche Anzahl von Arbeiten zurückblicken. Unter den internationalen Rollen waren die des Inspektors Pazzi im Film Hannibal (2001) und seine Auftritte als französischer Geheimagent „René Mathis“ in den James-Bond-Filmen Casino Royale (2006) und Ein Quantum Trost (2008) jene, die Giannini auch bei einem jüngeren Publikum bekannt machten. Seine Werkliste umfasst inzwischen fast 140 Rollen, gegen Ende der 2000er Jahre auch in Fernsehserien.
Giannini war von 1967 bis 1975 mit der Drehbuchautorin und Regisseurin Livia Giampalmo verheiratet. Aus dieser Ehe ist er Vater zweier Söhne: Lorenzo (* 1967; † 1987) und Adriano (* 1971), der ebenfalls Schauspieler ist. 1983 heiratete er Schauspielkollegin Eurilla del Bono und hat mit ihr ebenfalls zwei Kinder.

## Filmografie (Auswahl)
- 1965: Libido
- 1967: Arabella
- 1968: Schlacht um Anzio (Anzio)
- 1969: Fräulein Doktor
- 1969: Das Geheimnis von Santa Vittoria (The Secret of Santa Vittoria)
- 1969: Umarmung (Le sorelle)
- 1970: Eifersucht auf italienisch (Dramma della gelosia – tutti i particolari in cronaca)
- 1970: Don Camillo e i giovani d’oggi (unvollendet)
- 1971: Der schwarze Leib der Tarantel (La tarantola dal ventre nero)
- 1972: Mimi, in seiner Ehre gekränkt (Mimì metallurgico ferito nell’onore)
- 1972: Oktober in Rimini (La prima notte di quiete)
- 1972: Das Pferd kam ohne Socken (Ettore Lo Fusto)
- 1973: Sesso Matto – Niemand ist vollkommen (Sessomatto)
- 1973: Liebe und Anarchie (Film d’amore e d’anarchia – Ovvero “Stamattina alle 10 in via dei Fiori nella nota casa di tolleranza…”)
- 1973: Paolo – der Heiße (Paolo il caldo)
- 1974: Die cleveren Zwei (Il bestione)
- 1974: Hingerissen von einem ungewöhnlichen Schicksal im azurblauen Meer im August (Travolti da un insolito destino nell’azzurro mare d’agosto)
- 1975: Die Affäre Murri (Fatti di gente perbene)
- 1975: Eine Laus im Pelz (A mezzanotte va la ronda del piacere)
- 1975: Sieben Schönheiten (Pasqualino Settebellezze)
- 1976: Die Unschuld (L’innocente)
- 1977: In einer Regennacht (La fine del mondo nel nostro solito letto in una notte piena di pioggia)
- 1978: Blutfehde (Fatto di sangue fra due uomini per causa di una vedova…)
- 1979: Das Leben ist wunderbar (Жизнь прекрасна)
- 1979: Reise mit Anita (Viaggio con Anita)
- 1981: Lili Marleen
- 1984: American Dreamer
- 1985: Jackpot (Fever Pitch)
- 1985: Saving Grace
- 1986: Ternosecco (auch Regie)
- 1987: Vagabunden wie wir (I picari)
- 1988: Snackbar Budapest (Snack Bar Budapest)
- 1989: Blood Red – Stirb für dein Land (Blood Red)
- 1989: Kein Mann für die Liebe (Il male oscuro)
- 1989: Der König von Sizilien ('O Re)
- 1989: New Yorker Geschichten (New York Stories)
- 1989: Zeit zu leben, Zeit zu sterben (Tempo di uccidere)
- 1992: Es war einmal ein Mord (Once upon a Crime)
- 1993: Giovanni Falcone – Im Netz der Mafia (Giovanni Falcone)
- 1994: Die Bibel – Jakob (Giacobbe)
- 1995: Dem Himmel so nah (A Walk in the Clouds)
- 1995: Palermo-Mailand: Auf der Flucht vor der Mafia (Palermo-Milano solo andata)
- 1996: Ein Engel in New York (Un angelo a New York)
- 1997: Mimic – Angriff der Killerinsekten (Mimic)
- 1998: La cena
- 1998: Die süße Kunst des Müßiggangs (Dolce far niente)
- 2000: Dune – Der Wüstenplanet (Frank Herbert’s Dune, Miniserie)
- 2001: Hannibal
- 2001: Feuerwerk auf italienisch (The Whole Shebang)
- 2002: Darkness
- 2002: Dracula (Il bacio di Dracula)
- 2003: Mein Haus in Umbrien (My House in Umbria)
- 2003: Der Tag an dem Aldo Moro starb (Piazza delle Cinque Lune)
- 2004: Mann unter Feuer (Man on Fire)
- 2005: Shadows in the Sun (The Shadow Dancer)
- 2006: James Bond 007: Casino Royale (Casino Royale)
- 2008: James Bond 007: Ein Quantum Trost (Quantum of Solace)
- 2009: So che ritornerai
- 2010: La bella società
- 2010: La prima notte della luna
- 2012: Omamamia
- 2017: The Neighborhood
- 2018: The Catcher Was a Spy
- 2019: Catch-22 (Fernsehserie, 3 Folgen)
- 2021: Leonardo (Fernsehserie)
- 2023: Book Club – Ein neues Kapitel (Book Club: The Next Chapter)
- 2024: Die Gesandte des Papstes (Cabrini)
- 2024: Hunyadi – Aufstieg zur Macht (Rise of the Raven)

## Auszeichnungen
Bei den Internationalen Filmfestspielen von Cannes 1973 erhielt Giannini den Darstellerpreis für seine Rolle in Lina Wertmüllers Film Liebe und Anarchie. Für seine Rolle im Film Sieben Schönheiten (1975) wurde er für den Oscar in der Kategorie Bester Hauptdarsteller nominiert.
1973, 1974, 1999 und 2001 ging der Nastro d’Argento an Giannini; 1972, 1984 und 2004 ein David di Donatello.
im März 2023 erhielt er einen Stern auf dem Hollywood Walk of Fame.